# Amphisbaena rozei
Amphisbaena rozei är en ödleart som beskrevs av  Lancini 1963. Amphisbaena rozei ingår i släktet Amphisbaena och familjen Amphisbaenidae. Inga underarter finns listade i Catalogue of Life.